# 광주시 을 (전남 선거구)
광주시 을은 대한민국의 옛 국회의원 선거구이다. 당시 전라남도 광주시의 일부 지역을 관할했다.

## 역사
제4대 국회의원 선거를 앞두고 광주시 선거구가 갑, 을, 병으로 분리되면서 신설되었다.
제6대 국회의원 선거를 앞두고 광주시 병 선거구가 폐지되면서 광주시 병에 해당하는 지역 중 일부 지역이 편입되었다.
제9대 국회의원 선거를 앞두고 광주시 갑, 을 선거구가 통합되면서 광주시 선거구를 형성하게 됨에 따라 폐지되었다.

## 역대 국회의원
| 선거   | 정당 | 정당       | 의원   |
| ------ | ---- | ---------- | ------ |
| 1958년 |      | 민주당     | 이필호 |
| 1960년 |      | 민주당     | 김용환 |
| 1963년 |      | 민주공화당 | 정래정 |
| 1967년 |      | 민주공화당 | 정래정 |
| 1971년 |      | 신민당     | 김녹영 |

## 역대 선거 결과

### 대한민국 제4대 국회의원 선거
|  | 43.97% |

|  | 33.98% |

|  | 18.31% |

|  | 3.72% |

### 대한민국 제5대 국회의원 선거
|  | 57.84% |

|  | 29.67% |

|  | 8.96% |

|  | 3.52% |

### 대한민국 제6대 국회의원 선거
|  | 33.10% |

|  | 29.61% |

|  | 17.30% |

|  | 15.51% |

|  | 2.86% |

|  | 1.59% |

### 대한민국 제7대 국회의원 선거
|  | 53.10% |

|  | 46.20% |

|  | 0.68% |

### 대한민국 제8대 국회의원 선거
|  | 62.61% |

|  | 37.08% |

|  | 0.30% |